# NGC 6765
NGC 6765 is een planetaire nevel in het sterrenbeeld Lier. Het hemelobject werd op 28 juni 1864 ontdekt door de Duitse astronoom Albert Marth.

## Synoniemen
- PK 62+9.1